# Radeau
Pour les articles homonymes, voir Radeau (homonymie).
Pour l’article ayant un titre homophone, voir Rado.
Cet article possède des paronymes, voir RADDHO et Radot.

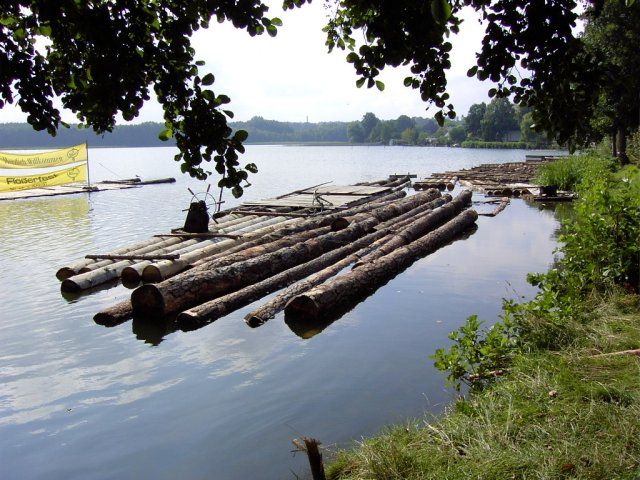
Un radeau à Lychen dans le Brandebourg.

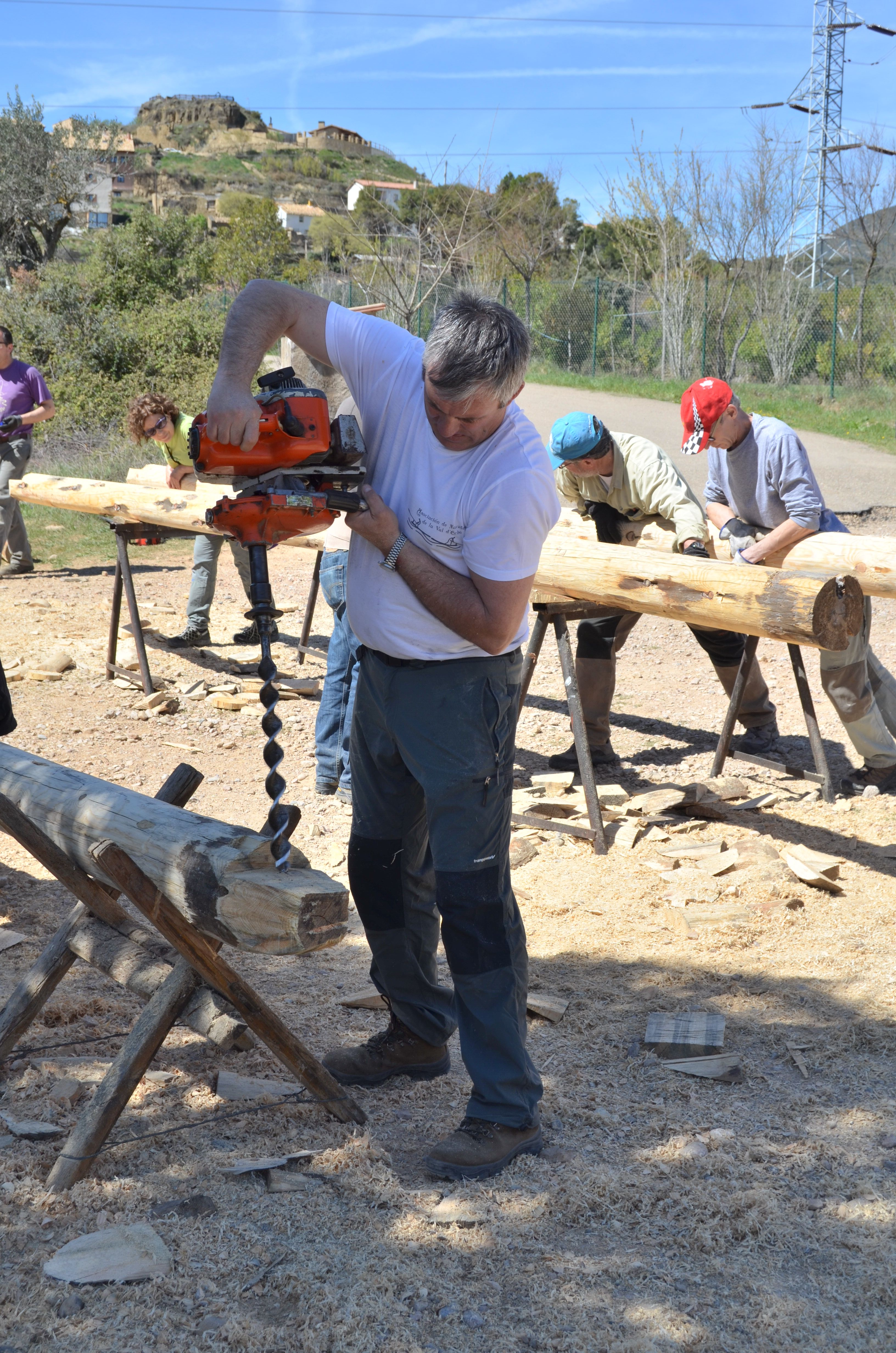
Radelier perforant un tronc.

Un radeau, du mot occitan radèl, désigne à l'origine un assemblage de poutres. C'est un type d'embarcation basse sur l'eau, souvent sommaire, permettant de naviguer ou d'atteindre la terre ferme, parfois dans des conditions particulières (par exemple un naufrage). Généralement fait d'un assemblage de divers objets flottants (bois, bidons, caisses, etc.) il n'a pas vocation à être durable. Une extrapolation des radeaux est devenue la jangada, petite embarcation archaïque de pêche côtière au Brésil, faite de troncs assemblés et qui navigue à la voile. L'inclinaison du mât fait office de réglage de l'incidence de la voile.
On appelle radelier la personne chargée de former et de conduire les radeaux.

## Sauvetage
Le radeau de sauvetage est une embarcation réglementaire à bord d'un navire. Obligatoire dès que l'on aborde la navigation hauturière, il doit être soumis à un contrôle périodique pour s'assurer de son bon état. La plupart du temps auto-gonflable, leur nombre à bord est soumis à une règlementation.

## Transport de bois
Un radeau de bois est un ensemble de troncs abattus dans les forêts et qui, assemblés ou retenus par une aussière, descend un fleuve afin d'être débité ou chargé sur un navire. C’était une activité économique dans certaines régions, comme les Pyrénées tant françaises qu’espagnoles : des radeaux amenaient, des forêts de montagne jusqu’aux ports, les troncs destinés à la construction navale ou d’autres usages (navata en Aragon, almadía en Navarre, rai en Catalogne). Souvent constituant un « train » de plusieurs radeaux, ils étaient dirigés par un long gouvernail placé à l’avant du premier radeau.
Cette activité est encore exercée en 2012 par quelques radeliers au Monténégro, sur la rivière de la Tara.

## Transport de fret
Bien que les propriétés d'un radeau ne soient pas conçues à cette fin, ce « navire » a pu servir, occasionnellement ou systématiquement, au transport du fret. D'après l'historien français Braudel, ce fut le cas dans l'Antiquité sur le Tigre et l'Euphrate : pour augmenter la capacité de charge des radeaux, des « outres gonflées [étaient] liées les unes aux autres. » Après la descente, elles étaient « dégonflées [et] ramenées à dos d'âne. » 
De nos jours, le radeau est recommandé comme embarcation de secours dans le cas d'expéditions ou de randonnées : le matériau suggéré est le bambou. Étant donné que « leurs tiges [sont] formées d'un chaume généralement creux », de toutes les « embarcations », c'est celle qui décline la flottabilité naturelle la plus élevée.  

## Caractéristiques navales et propriétés nautiques
Fret presque à l’état pur (à l’exception du gréement, de la cabane, de l’équipage et des vivres…), le radeau n’en est pas moins un « navire ». À ce titre, il a certaines caractéristiques navales (le « bâtiment ») et propriétés nautiques (sa capacité de naviguer).

### Coefficient de bloc et élancements
De tous les « navires », le radeau est le seul à avoir un coefficient de bloc égal à 1 et des élancements nuls. En conséquence, sa manœuvrabilité est faible aussi bien en vitesse (longitudinalement) qu’en direction (latéralement).
En l’absence de toute autre force extérieure, il restera en place sur un plan d’eau sans courant, ou dérivera avec lui dans le cas contraire.
À cause de la surface mouillée énorme (= la superficie du quadrilatère), les voiles hissées pour améliorer la vitesse n’ont qu’un effet limité. Idem pour tout gouvernail conventionnel de type pelle, rame ou safran, disposé à la proue, la poupe ou sur les flancs. Durant les longues traversées, les couches de salissure sont proportionnellement beaucoup plus importantes et finissent par ralentir d’autant l’esquif.

### Centres de gravité et de carène
Ces deux centres étant très proches sur un radeau (sur une surface considérable de surcroît), paradoxalement, la stabilité d’un radeau est exceptionnelle : tant que l’assemblage tient, il ne gîte pratiquement pas et, dans des rouleaux ou sur des écueils, il aura plutôt tendance à se démanteler qu’à chavirer.

### Absence de franc-bord
Inconvénient considérable pour le confort à bord, l’absence de franc-bord a pour avantage qu’un radeau ne peut pas « prendre l’eau » et, en conséquence, en principe, ne peut pas couler (du moins jusqu’à ce que le bois ne soit pas saturé au-delà de la limite de densité).

### Dérive au fil de l’eau
Dans un cours d’eau, un radeau dérive en principe au fil de l’eau du courant. Ce principe est cependant battu en brèche par un faible, mais inévitable fardage, les tourbillons, contre-courants, etc. de sorte que le « navire » est le jouet de la composante, complexe et toujours changeante, de ces sommes.
Toute voile, rarement exactement dans l’axe de déplacement souhaité, vient compliquer ces dérives plus ou moins importantes.

### Dispositif de gouverne
C’est pourquoi un radeau dispose généralement d’un système de gouvernail adapté aux eaux dans lesquelles il navigue. Pour la descente de rapides (comme sur le Saint-Laurent et la rivière des Outaouais), ce dispositif est complexe (dérives de poupe et latérales). Comme pour les navires dans les passages délicats (entrées de ports, chenaux compliqués), les propriétaires de « cages » faisaient appel à des guides expérimentés.
Dans les passages les plus tumultueux (comme aux rapides de Lachine), ils combinaient le travail de plusieurs « barreurs » (jusqu’à une douzaine d’après des photographies d’époque).

### Accidents et «naufrage»
À cause de sa faible dirigeabilité, un radeau échoué est très difficile à dégager. Sur le Saint-Laurent, les bâtiments à vapeur étaient sollicités – avec plus ou moins de succès – pour l’opération.
Comme il ne coule pas, la pire avarie (par exemple, le choc contre un écueil submergé important) le démantèle plus ou moins. Dans le meilleur des cas, il peut être réparé sur place par les membres de l’équipage. Sinon, dûment marqués au sceau de la compagnie, les billots partis à la dérive faisaient l’objet d’une récompense à qui était en mesure de les récupérer. Ou étaient tout simplement récupérés par les riverains à leur profit.

### Démantèlement
Entièrement voué au commerce de son bois, un radeau est démantelé une fois rendu à bon port.
C’est principalement à cette activité que le port de Québec a dû son titre de second port de l’Empire dans la première moitié du XIXe s.
Les drames parvenues à L’Anse-aux-Foulons, les troncs, surtout destinés au Royaume-Uni, étaient embarqués sur des navires qui s’y échouaient au fil des marées. Pour une manœuvre aussi rapide que possible, l’embarquement se faisait par des sabords pratiqués à cette fin.
Conséquence de cette activité fébrile, à Québec se côtoyaient les deux types de ports : celui, rectiligne et de profondeur adaptée, des quais où s'amarraient les navires; celui, courbe, de l'anse où, véritable plage de débarquement s'échouaient les radeaux et, au moins partiellement, les bâtiments dans lesquels on transbordait le fret qu'ils constituaient. 
On construisait aussi des navires utilisant au maximum le bois des radeaux, surtout en l’absence de navires disponibles. Inutile de dire que ces bâtiments destinés à être démantelés s'ils parvenaient à bon port, et vite construits, n’avaient pas les meilleures qualités nautiques.

## La «cage[5]» au Québec
Au Canada, le transport du bois a constitué l'industrie qui a fait de Québec le deuxième port de l'empire britannique dans la première moitié du XIXe s. « La première cage [...] partit de Hull [aujourd'hui Gatineau] pour Québec » où elle arriva après deux mois. « En 1906, dix-huit cages [...] se rendirent encore à Québec » par le Saint-Laurent. Sur la rivière des Outaouais, « la dernière cage a flotté [...] en 1907. »
Ces cours d'eau à l'échelle de l'Amérique permettaient des cages gigantesques pouvant  « comprendre jusqu'à 100 radeaux » qui, sur le Saint-Laurent, « pouvaient mesurer jusqu'à 30 m de long (la longueur des troncs d'arbre) » chacun.
Pour « sauter » les glissoires de la rivière des Outaouais, les radeaux n'avaient que huit mètres de largeur : on démantelait cages et drames en amont pour les reconstituer en aval.
On répétait l'opération à l'approche des rapides de Lachine, descente constituant « la partie la plus dangereuse du travail », fatale en cas d'accident.
Le pont Victoria, construit au milieu du siècle, représentait, avec quelques autres, un écueil particulièrement dangereux avec ses piliers rapprochés.

## Transport transocéanique de personnes
Absolument pas conçu pour transporter des personnes, les radeaux n'en ont pas moins servi à diverses traversées transocéaniques. Celle du Kon-Tiki est bien connue et documentée.

### L'Égaré II
La première tentative, partie de Montréal en 1955, s'étant soldée par un naufrage à Peter'sRiver à Terre-Neuve, une nouvelle expédition, celle de L'Égaré II, partie l'année suivante d'Halifax,a atteint le Cap Lizard. Le radeau conçu, construit et mené par Henri Beaudout a passé « quatre-vingt-huit jours de voyage », longtemps à chercher désespérément le Gulf Stream.  Réalisé avec des moyens financiers extrêmement limités, l'équipage n'a assuré sa survie que grâce à la rencontre de quelques navires bons samaritains et à la pêche... souvent infructueuse.
Composé de « 9 troncs de cèdre rouge de la Colombie-Britannique de 9 mètres de long et 55cm de diamètre [..] uniquement liés par de la corde de chanvre de 3cm », « 6 traverses [...] encastrées à la hache » constituaient le plancher de la cabine de 3m x 2,1 x 1,2. Deux mâts en « Y de 7,6m de long » supportaient une voile de 5,8m x 4,3 (pour près de 25m2) et « 6 planches [...] d'1,8m » et 30cm de large constituaient des (anti-)dérives. Le gouvernail était en forme de rame.
L'épopée est relatée dans un ouvrage mi-bd, mi-roman graphique, mi-dossier documentaire abondamment illustré.
Après l'évacuation d'un des membres d'équipage, malade, au 27e jour au large de l'île de Sable, et une faible moyenne journalière de 14 milles marins (1/3 de nœud), le radeau dérive enfin à près de 3 nœuds à partir du 3 juillet. Après péripéties, incidents, avaries et accidents divers (dont la pêche d'un... requin et des difficultés administratives à l'arrivée), 89 jours en mer et 2562 milles, le radeau touche terre à Falmouth, en Angleterre. Son arrivée a suscité un émoi médiatique mondial sans précédent.
Unique en son genre à l'époque, son aventure a stimulé les vocations de ses membres d'équipage : le capitaine a fondé la « première école de voile de haute mer au Québec »; elle a donné lieu à un documentaire intitulé Atlantic Adventure; suscité chez Marc Modena trois autres traversées en radeau, dont celle du Pacifica en 1970, d'Équateur en Australie.
Le 15 juillet 2016, le Musée maritime du Québec de L'Islet-sur-Mer, a inauguré,  une reproduction à l'échelle 1:3 de l'esquif.

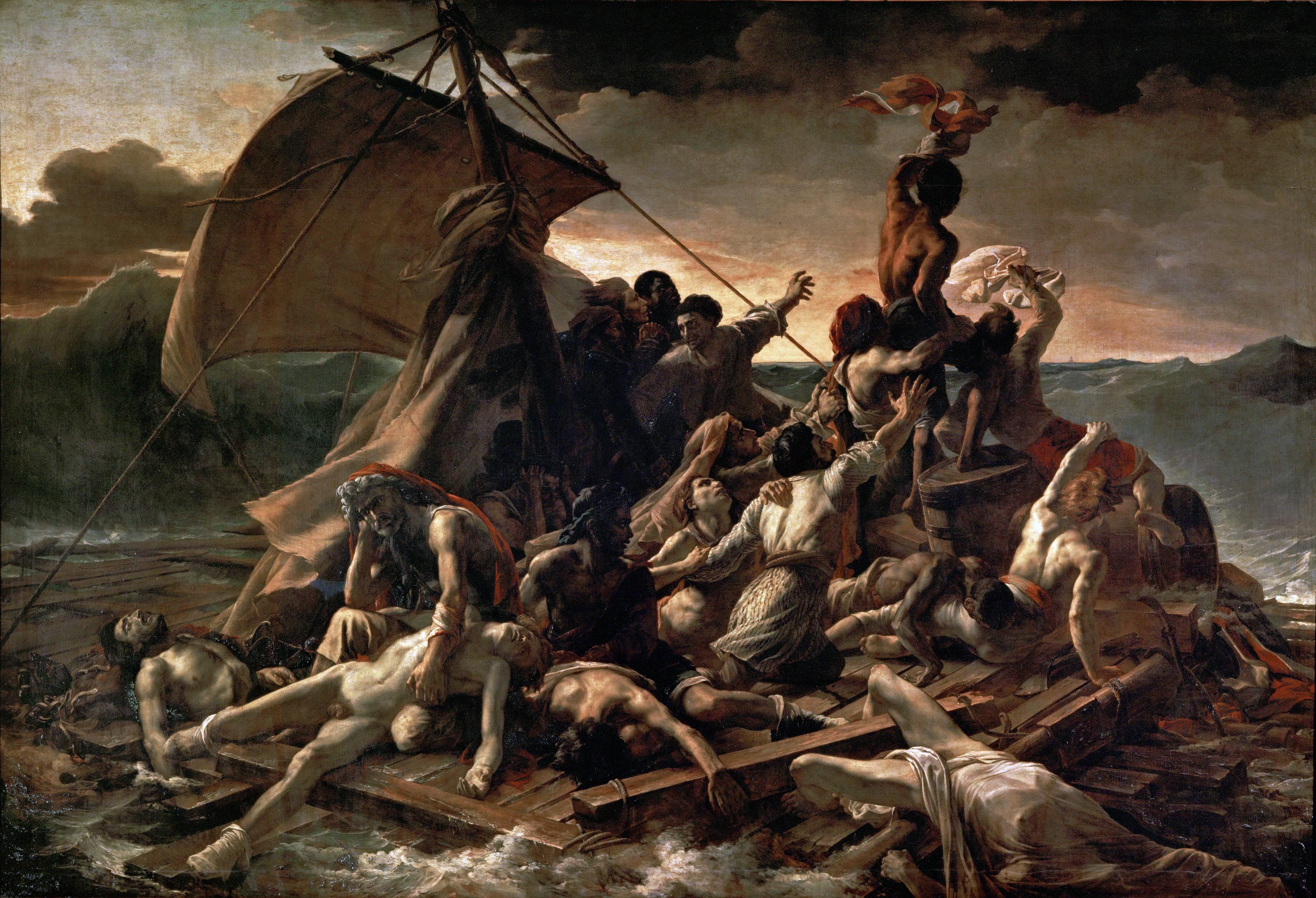
Le Radeau de la Méduse par Théodore Géricault.